# Karos (Borsod-Abaúj-Zemplén)
Pour les articles homonymes, voir Karos (homonymie).
Karos est un village et une commune du comitat de Borsod-Abaúj-Zemplén en Hongrie.